# 中央ミシガン大学
中央ミシガン大学（ちゅうおうみしがんだいがく、英語:Central Michigan University）は、アメリカ合衆国ミシガン州 マウントプレザントに本部を置くアメリカ合衆国の州立大学である。大学の略称はCentral（セントラル）、CMU。
中央ミシガン大学の南西キャンパスにある中央ミシガン大学リサーチコーポレーション(CMU Research Corportation)は地域の経済的な発展を目的として、研究開発や実用化・商品化の支援を行う非営利研究組織である。

## 著名な卒業生
- チャールズ・ソーンスウェイト - 地理学者。
- ジェフ・ダニエルズ　- 俳優。
- フィル・バローニ - 総合格闘家。
- エリック・フィッシャー - アメリカンフットボール選手。
- ダン・マーリー - バスケットボール選手。
- ディートリック・エンス - 野球選手

## 日本とのかかわり
中央ミシガン大学はミシガン州立大学連合日本センターJCMUの関連大学である。日本の奈良教育大学との互恵留学プログラムもある。